# 지타오쿠다역
지타오쿠다역(일본어: 知多奥田駅)은 일본 아이치현 지타군 미하마정에 위치한 나고야 철도 지타 신선의 철도역이다. 역 번호는 KC 22이며, 상대식 승강장 2면 2선의 구조를 갖춘 고가역이다.

## 타는 곳
| 1 | ■ 지타 신선 | 하행 | 우쓰미 방면            |
| 2 | ■ 지타 신선 | 상행 | 오타가와 · 나고야 방면 |

## 이용 현황
- 2013년 기준 : 6,253명

## 역 주변
- 니혼 복지 대학
- 고이노미즈 신사
- 미나미치타 비치 랜드

## 인접 역
| 나고야 철도 지타 신선        | 나고야 철도 지타 신선 | 나고야 철도 지타 신선  |
| ---------------------------- | --------------------- | ---------------------- |
| KC 21 미하마료쿠엔 후키 방면 | ■ 지타 신선           | 노마 KC 23 우쓰미 방면 |